# Museu Memorial "George Enescu" a Dorohoi
El Museu Memorial "George Enescu" a Dorohoi és un museu comarcal de Dorohoi dedicat a George Enescu, situat al carrer George Enescu núm. 81.
El museu està situat a la casa del pare del compositor, Costache Enescu, la casa on George Enescu va viure durant nou anys, i inclou sis sales. L'edifici d'estil moldau es va construir el 1860, i està inscrita a la Llista de Monuments Històrics de Romania des de 2010, amb el codi BT-II-m-B-01974. El pare del músic la va comprar l'any 1910 per viure-hi fins a l'any de la seva mort el 1919.

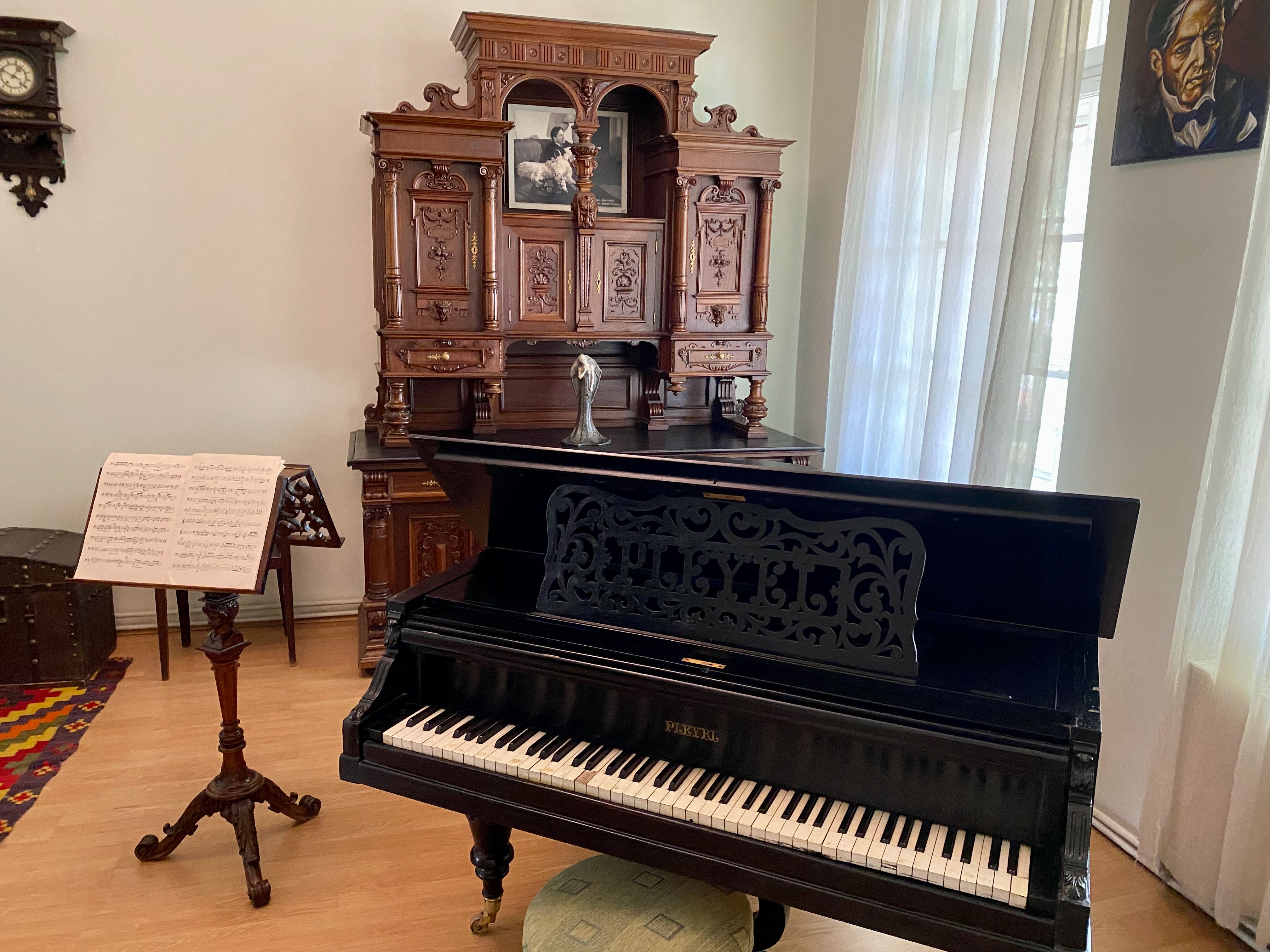
El piano del compositor

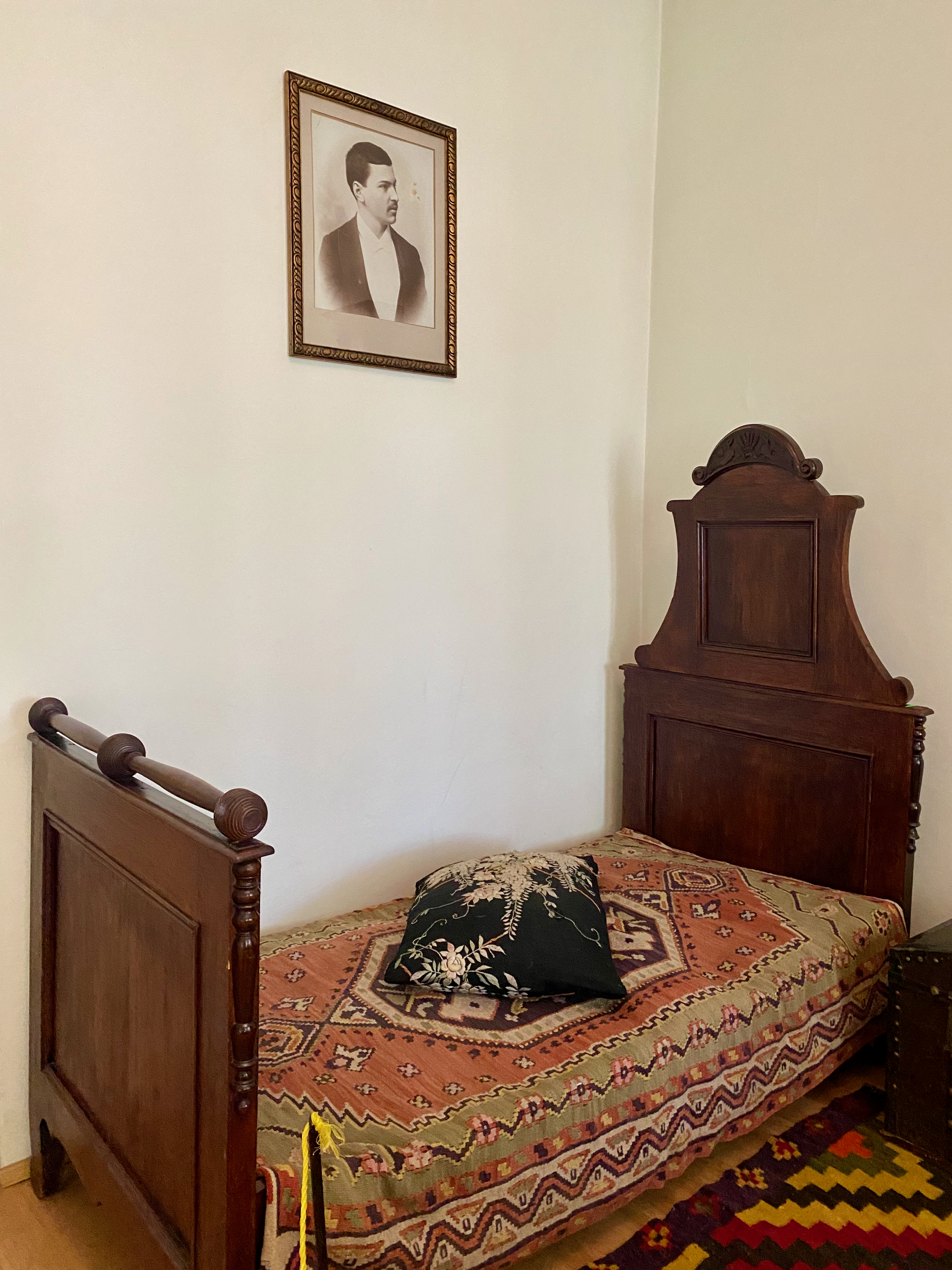
El llit d'Enescu

Enescu va mantenir la casa i va tenir un vincle estret amb Dorohoi, que solia visitar sovint, trobant-hi un lloc ideal per al descans i la inspiració. Es té constància que el piano va ser adquirit durant els anys 20, després que Tinca, la tieta del jove Enescu, el comprés a Viena amb la intenció de regalar-l'hi. Cada cop que visitava el seu pare, el mestre tocava aquest instrument. Tal com es llegeix a la placa de marbre a l'entrada, durant les seves estades més llargues, el compositor va crear part de la seva obra aquí, com el Segon Quartet per a piano, op. 30, i la Tercera Simfonia. Aquí va experimentar una profunda connexió amb la seva creativitat: «Necessito passar almenys un mes a l'any caminant sobre la terra del meu país».
Després de la seva mort, un grup d'intel·lectuals locals, liderats pel professor d'art Constantin Radinschi, les obres del qual es poden veure al museu, van aconseguir obrir el museu dos anys després de la mort d'Enescu, el 1957. A la col·lecció hi ha objectes que van pertànyer al compositor: peces de mobiliari (recreant l'atmosfera de l'època), piano, diversos violins i baguetes, partitures, manuscrits (entre els quals l'òpera Oedipe i el testament del músic), fotos originals dels anys d'infantesa passats a Liveni i Cracalia, fotos dels pares -Costache i Maria Enescu- i fotocòpies, cartes originals, llibres, pintures, els motlles de les seves mans, la màscara mortuòria, peces de roba, cartells, ulleres, un vestit de concert, programes de concerts i les distincions rebudes.
L'any 2005, any en què es va commemorar el 50è aniversari de la mort del músic, es va reorganitzar el museu. S'hi va condicionar una sala de música on es fan periòdicament concerts i recitals.